# Best Off
Best Off était une entreprise française qui fabriquait des planeurs ultra-légers motorisés.

## Historique
Crée le 12 juillet 2000, immatriculée 432-107-571, dirigée par Diane Prevot depuis le 15 septembre 2016, elle a été dissoute le 19 juin 2016 et radiée le 23 août 2017.

## Produits
- Best Off Skyranger
- Best Off Nynja